# George Keats
George Keats, né le 28 février 1797 en Angleterre et mort le 24 décembre 1841 dans le Kentucky, est un homme d'affaires et un dirigeant municipal à Louisville, dans le Kentucky. Il est le frère cadet du poète anglais John Keats.
De 1821 à 1841, Keats dirigea une société philosophique, destinée à développer la culture de Louisville, exploitant un salon littéraire dans son salon qui devint le Lyceum puis le conseil du Louisville College, précurseur de l'Université de Louisville.
En 1827, Keats est élu à la Commission pour un pont sur l’Ohio. Le gouvernement de l'État l'a nommé au conseil d'administration de la Bank of Kentucky en 1832. Il a rejoint les conseils d'administration de dix autres organisations, dont la Kentucky Historical Society et le Harlan Museum, qu'il dirigeait. En 1841, il a été élu au conseil municipal.

## Biographie

### Origines familiales
Georges Keats, un jeune frère de John Keats, est probablement né dans le quartier de Moorfields, au-dessus de l'auberge Swan and Hoop, propriété de son grand-père John Jennings et dirigé par son père Thomas Keats. George avait deux autres frères et sœurs : Thomas (1799-1818) et Frances Mary "Fanny" (1803-1889), qui épousa l’auteur espagnol Valentin Llanos Gutiérrez. Un autre frère a été perdu en bas âge. En 1800, la famille déménage à Craven Street, à un kilomètre et demi de Hackney. Quand George avait six ans et son frère John huit, ils ont été envoyés à l'école privée de John Clarke à Enfield. Après avoir rendu visite à ses fils, leur père a été tué dans un accident de cheval en fin de soirée le 15 avril 1804. Dix semaines plus tard, la mère des garçons, Frances Jennings Keats, a épousé William Rawlings, abandonnant ses enfants, y compris les jeunes frères et sœurs Tom et Fanny, à ses parents, à la retraite à Edmonton. George était l'ami le plus proche du futur poète et son soutien à la Clarke's School à Enfield.
Le grand-père Jennings est décédé le 8 mars 1805. Leur mère, Frances Rawlings, est retournée chez sa mère, démunie et malade, avant de mourir de faim le 10 mars 1810. Leur grand-mère Alice Whalley Jennings cède la garde à des tuteurs, dont Richard Abbey, en juillet 1810 et meurt par la suite le 19 décembre 1814. Abbey retire les garçons de l'école, place en apprentissage John Keats chez Thomas Hammond, chirurgien à Edmonton, et place George dans un commerce de gros de thé sur Pancras Lane près de la Poultry Street à Londres. George, treize ans, vivait dans un dortoir au-dessus d'un bureau de comptable, tandis que sa sœur Fanny restait dans la maison de banlieue des Abbeys à Walthamstow.
À l'automne 1815, John Keats s'installe à Londres et s'inscrit au Guy's Hospital pour suivre des cours de pansage, une étape vers l'obtention d'un permis de chirurgien. George et John ont maintenu une vie sociale active, en partie autour de l'intérêt croissant de John pour la poésie et de son implication dans le cercle de Leigh Hunt. Durant ces années, George fut un important compagnon d'aide et d'influence sur le poète, agissant en tant qu'agent, traitant avec l'éditeur de John et servant de gérant de maison pour les trois frères et sœurs, y compris leur frère maladif Tom. À la fin de 1816 et en 1817, George quitte l'emploi des Abbey, John abandonne la médecine pour la poésie, les garçons quittent Cheapside pour Hampstead et George se fiance à Georgiana Augusta Wylie (vers 1797 - 3 avril 1879).

### Émigration aux États-Unis
George et Georgiana se sont mariés le 28 mai 1818 à Église Sainte-Marguerite de Westminster. Il a réclamé une partie de son héritage, qu'il a jugé insuffisant pour créer une entreprise à Londres, et a projeté d'acquérir des terres agricoles dans le sud de l'Illinois, à la recherche d'une fortune américaine. En juin 1818, le couple quitte Londres pour Liverpool, accompagné de John Keats et de son ami Charles Brown, qui se lancent dans une randonnée écossaise. George et Georgiana ont réservé un passage pour Philadelphie sur The Telegraph.
Les Keats débarquèrent fin d'août 1818, voyageant en chariot jusqu'à Pittsburgh et en quillard par la rivière Ohio jusqu'à Henderson, dans le Kentucky. Après avoir voyagé dans le comté voisin d’Edwards, en Illinois, pour voir leur investissement potentiel dans la communauté de Morris Birkbeck (en) à Wanborough, George a abandonné l’idée et a passé l’hiver chez Jean-Jacques Audubon à Henderson. L'expérience de Keats a peut-être servi de modèle à Martin Chuzzlewit, de Charles Dickens, qui a également décidé qu'il n'était pas prêt pour le labourage. Il a beaucoup investi dans un projet de bateau à vapeur de Audubon, « The Henderson », qui a immédiatement échoué. Le beau-frère d'Audubon, Thomas W. Bakewell, persuada alors les Keats de déménager à Louisville, au Kentucky, au début de 1819, pour y travailler dans sa scierie.

### Installation à Louisville

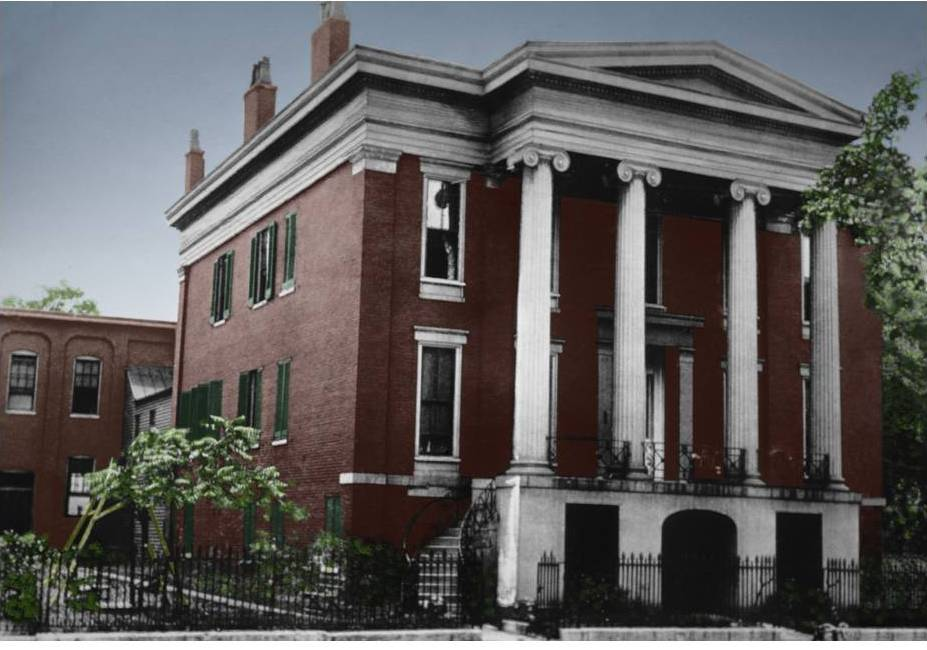
Photo du domicile de George Keats à Louisville en 1890

En 1819, Keats rachète la scierie Bakewell & Prentice, investit dans un second bateau à vapeur et apprend la mort de son frère Tom le 1er décembre 1818. À court d'argent, il rentre à Londres pour réclamer sa part de la succession de Tom et régler ses comptes avec John. La rencontre avec John fut tendue. George a rencontré l'amour de John, Fanny Brawne, sans faire bonne impression. Son arrangement financier avec John a laissé des questions qui ont affligé George pendant des années. Il quitta Londres le 28 janvier 1820 et cinq jours plus tard, John fit une hémorragie, entamant sa dernière année de vie.
Souffrant de la tuberculose, John Keats s'est rendu à Rome à la recherche d'un meilleur climat. Brisé, il dépendait des cadeaux et des prêts de ses amis, qui pensaient que George aurait dû l'aider davantage. John mourut le 23 février 1821. George finit par régler toutes les dettes de John, mais Charles Brown le dénigra pendant vingt ans, suggérant qu'il avait privé le poète des ressources nécessaires.
Au cours des années 1820, le canal Louisville & Portland (en) a été achevé et, au fur et à mesure du développement de la ville, le projet de scierie de George Keats. Il a étendu ses activités en matière de développement immobilier, contribuant à plus de trente-cinq réalisations à Louisville.
Bien que le cercle d'amis de Keats à Londres soit des libéraux qui détestaient l'esclavage, George loua des esclaves pour sa scierie, faute de main-d'œuvre blanche disponible. Il a même possédé trois esclaves domestiques. Ses opinions politiques se sont tournées vers le Whiggism, en particulier l'anti-Jackson. En 1841, Keats a abouti son assimilation à Louisville en remportant l'élection au conseil municipal.

### Mort
Keats s'est porté garant des dettes d'amis, dont Thomas W. Bakewell, qui s'était engagé à construire un grand bateau à vapeur pour passagers. Rattrapé dans la panique de 1837, Bakewell a manqué à ses obligations, laissant Keats rembourser le Portland Dry Dock Co. Keats a liquidé ses avoirs pour le faire, mais avant de pouvoir restaurer ses finances, il a succombé à une maladie gastro-intestinale. Sa vaste bibliothèque comprenait plusieurs des meilleures lettres de John Keats, ainsi que l'Ornithologie d'Audubon. Keats est enterré dans le cimetière Cave Hill de Louisville.

### Famille
George Keats a eu huit enfants.
Après la mort de George, Georgiana épouse John Jeffrey (2 juin 1817 – 15 février 1881) en 1843, chez qui elle emménage à Cincinnati, Ohio puis à Lexington, Kentucky, où elle meurt.
Les descendants de George et Georgiana sont estimés à plus de 500 de nos jours.

## Postérité

### La réputation de George Keats
James Freeman Clarke a rédigé un texte commémoratif pour George Keats sur The Dial (en), publié par Ralph Waldo Emerson, en 1843. Il dit de lui : « Il était l’un des hommes les plus intellectuels que je connaisse. Je ne l’ai jamais vu inactif. C'était étrange de trouver, à cette époque, sur les rives de l'Ohio, un homme qui s'était consacré à des activités professionnelles et qui conservait pourtant une si belle sensibilité… L'amour de son frère, qui a continué tout au long de sa vie à être parmi les affections les plus profondes de son âme, était un gage de leurs retrouvailles dans un autre monde ». Clarke et d'autres ont continué à défendre le personnage de George des décennies plus tard.
La ville de Louisville à donner le nom de Keats Avenue à une voie résidentielle.

### Contribution aux mémoires de John Keats
Après sa mort, les amis du poète, Charles Brown, Leigh Hunt et Percy Bysshe Shelley, ont projeté de publier Life and Letters de John Keats, alors que son éditeur John Taylor était réticent à se priver de droits d'auteur sans participation, ce que les autres ont refusé. George Keats détenait les meilleures lettres de John, et la connaissance de l'histoire de la famille, tandis que Brown possédait la moitié des droits d'une pièce de théâtre écrite avec Keats. Personne ne pouvait s'entendre sur qui devrait préparer cet héritage, jusqu'en 1841, lorsque George publia sa menace d'injonction contre Brown, qui remit à son tour ses documents à Richard Monckton Milnes, qui n'a jamais connu le poète. Après la mort de George, John Jeffrey a transcrit les lettres du poète pour Milnes et, en 1848, ce dernier a publié The Life, Letters, and Literary Remains of John Keats. Les volumes de Milnes étaient suffisamment complets pour compenser l'incapacité de George à publier lui-même un volume.